# Artvin
Artvin – miasto w Turcji, stolica prowincji Artvin.
Według danych na rok 2000 miasto zamieszkiwało 23 157 osób.

## Współpraca
- Achalciche, Gruzja
- Oslo, Norwegia
- Batumi, Gruzja
- Casablanca, Maroko